# Akihito Hirose
Akihito Hirose (広瀬 章人) (né le 18 janvier 1987 à Kōtō,,) est un joueur professionnel de shogi japonais. Il a notamment remporté le Ryūō et le Ōi. Il est le premier joueur de shogi à avoir remporté un titre majeur tout en étant étudiant à l'université.

## Biographie

### Premières années
Bien que né à Tokyo, Hirose grandit à Sapporo à la suite du déménagement de sa famille. Il commence à jouer au shogi vers l'âge de quatre ans en suivant l'exemple de son père et de son frère aîné.
Il pratique ensuite le shogi au sein de l'association de shogi d'Hokkaido avant d'intégrer le centre de formation de la fédération japonaise de shogi en 1998. Il se déplace alors à Tokyo deux fois par mois pour affronter les autres apprentis. Il devient professionnel en 2005,.
Il entre à l'université Waseda également en 2005, où il étudie les mathématiques,, et ce malgré le fait que cela soit plutôt rare pour un joueur professionnel de shogi d'entrer dans l'enseignement supérieur. Il en sort diplômé en 2011.

## Carrière au shogi

### 2005
Akihito Hirose remporte le 36e Sandan Rigu (ligue des trois dans) par 15 victoire et 3 défaites d'octobre 2004 à mars 2005, ce qui lui ouvre les portes du statut professionnel.
Il devient professionnel 4e dan le 1er avril 2005

### 2007
il devient 5e dan

### 2009-2010
- 51e Ōi

Hirose atteint en 2010 sa première finale de titre majeur après avoir battu Yoshiharu Habu, obtenant ainsi le droit d'affronter Kōichi Fukaura, le détenteur du Ōi.
| Or |            | Nom            | Nom       | Né en | 13/07 | 27/07 | 03/08 | 10/08 | 24/08 | 01/09 | 14/09 | Score | Vainqueur      |
| -- | ---------- | -------------- | --------- | ----- | ----- | ----- | ----- | ----- | ----- | ----- | ----- | ----- | -------------- |
| Or | Tenant     | Koichi Fukaura | 深浦 康市 | 1972  | 0     | 1     | 0     | 1     | 0     | 0     |       | 2     | Akihito Hirose |
| Or | Challenger | Akihito Hirose | 広瀬 章人 | 1987  | 1     | 0     | 1     | 0     | 1     | 1     |       | 4     | Akihito Hirose |

Cette performance lui accorde sa 6e dan.
Il remporte la finale par 4 victoires à 2 et devient ainsi le premier joueur professionnel à obtenir un titre majeur de shogi tout en suivant en parallèle un cursus universitaire,.
Avec cette victoire il obtient sa 7e dan.

### 2010-2011
- 52e Ōi

Il perd cependant son titre l'année suivante par 3 victoires à 4 face à Habu,.
| Argent |            | Nom            | Nom       | Né en | 12/07 | 26/07 | 02/08 | 09/08 | 23/08 | 29/08 | 12/09 | Score | Vainqueur      |
| ------ | ---------- | -------------- | --------- | ----- | ----- | ----- | ----- | ----- | ----- | ----- | ----- | ----- | -------------- |
| Argent | Tenant     | Akihito Hirose | 広瀬 章人 | 1970  | 1     | 1     | 0     | 0     | 1     | 0     | 0     | 3     | Yoshiharu Habu |
| Argent | Challenger | Yoshiharu Habu | 羽生 善治 | 1987  | 0     | 0     | 1     | 1     | 0     | 1     | 1     | 4     | Yoshiharu Habu |

### 2012-2013
- 72e Meijin

Akihito Hirose s'impose au sein du Junnisen classe B1 avec un résultat de 9 victoires et 3 défaites et accède ainsi à la classe A et obtient ainsi sa 8e dan.

### 2013-2014
- 73e Meijin

(5e) Akihito Hirose obtient en classe A, 6 victoires et 3 défaites, ce qui lui donne accès au barrages. Il perd au premier tour contre Toshiaki Kubo.

### 2014-2015
- 74e Meijin

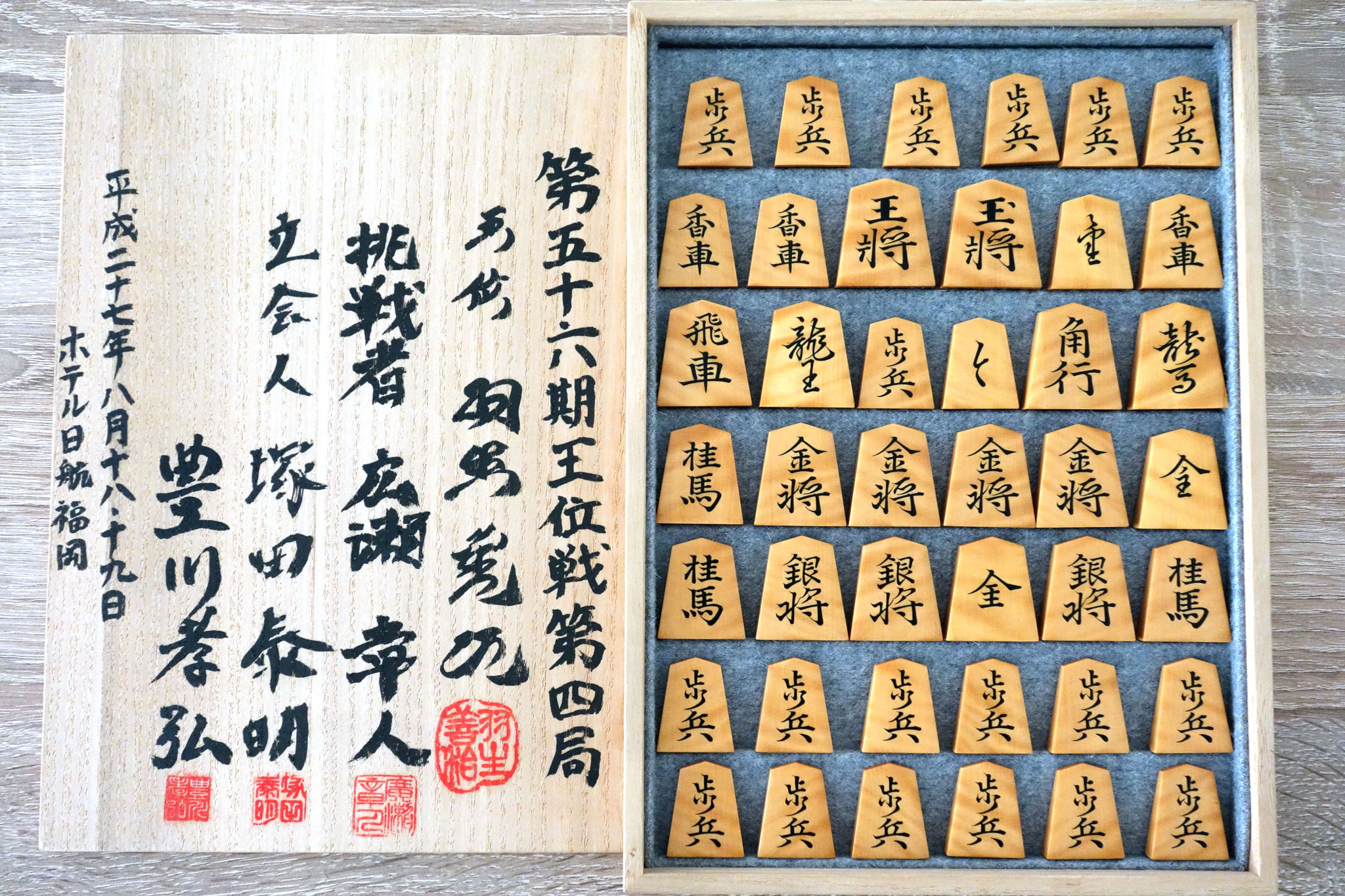
Jeu de shogi utilisé lors du 4è match du 56è Oi sen en 2015

(8e) Akihito Hirose obtient en classe A 3 victoires et 6 défaites à la lisière de la relégation
- 56e Ōi

Il échoue à reconquérir ce titre en 2015, toujours face à Habu,.
| Argent |            | Nom            | Nom       | Né en | 07/07 | 21/07 | 05/08 | 18/08 | 26/08 | 08/09 | 29/09 | Score | Vainqueur      |
| ------ | ---------- | -------------- | --------- | ----- | ----- | ----- | ----- | ----- | ----- | ----- | ----- | ----- | -------------- |
| Argent | Tenant     | Yoshiharu Habu | 羽生 善治 | 1970  | 1     | 1     | 0     | 1     | 1     |       |       | 4     | Yoshiharu Habu |
| Argent | Challenger | Akihito Hirose | 広瀬 章人 | 1987  | 0     | 0     | 1     | 0     | 0     |       |       | 1     | Yoshiharu Habu |

### 2016-2017
- 75e Meijin

(5e) Akihito Hirose obtient en classe A 6 victoire et 3 défaites.
- 88e Kisei

(6-9e) Quart de finale du tournoi principal.

### 2017-2018

#### Tournois Majeurs
- 76e Meijin

(5e) Akihito Hirose en ligue A termine avec 6 victoire et 4 défaites accédant avec 5 autres compétiteurs aux barrages. Il rentre en lice au quatrième tour affronte Masayuki Toyoshima et s'incline terminant ainsi 5e de ce Meijin
- 3e Eio

Hirose s'incline contre le même Masayuki Toyoshima en finale du groupe C des huit dans;n’accédant ainsi pas au tableau final de seize joueurs.
- 89e Kisei

(6e) Quart de finale Après avoir remporté la poule 1 des niji-yosen et passé le premier tour du tableau principal, il s'incline en quart de finale contre Koru Abe.
- 59e Ōi

Hirose est éliminé de son premier match au deuxième tour des qualifications.
- 66e Ōza

- 31e Ryūō

Il affronte de nouveau Habu en 2018 en finale . Il remporte la finale par 4 victoires à 3 : c'est la première fois en 27 ans que Habu finit l'année sans détenir aucun des sept titres majeurs.
Akihito Hirose bat Yoshiharu Habu 4-3.
| Or |            | Nom            | Nom       | Né en | 11/10 | 23/10 | 01/11 | 24/11 | 04/12 | 12/12 | 20/12 | Score | Vainqueur      |
| -- | ---------- | -------------- | --------- | ----- | ----- | ----- | ----- | ----- | ----- | ----- | ----- | ----- | -------------- |
| Or | Tenant     | Yoshiharu Habu | 羽生善治  | 1970  | 1     | 1     | 0     | 0     | 1     | 0     | 0     | 3     | Akihito Hirose |
| Or | Challenger | Akihito Hirose | 広瀬 章人 | 1987  | 0     | 0     | 1     | 1     | 0     | 1     | 1     | 4     | Akihito Hirose |

- 68e Ōshō

Akihito Hirose après s'être qualifié en remportant le groupe 1 des Niji-Yosen face à Yoshiharu Habu.
Hirose fait 4 victoires et 2 défaites échouant d'un fil pour accéder au match désignant le challenger. Il obtient une qualification directe pour le tournoi des candidats du 69e Ōshō.
- 44e Kio

Akira Watanabe bat Akihito Hirose 3-1
| Argent |            | Nom            | Nom       | Né en | 02/02 | 17/02 | 10/03 | 17/03 | 29/03 | Score | Vainqueur      |
| ------ | ---------- | -------------- | --------- | ----- | ----- | ----- | ----- | ----- | ----- | ----- | -------------- |
| Argent | Tenant     | Akira Watanabe | 渡辺明    | 1984  | 1     | 1     | 0     | 1     |       | 3     | Akira Watanabe |
| Argent | Challenger | Akihito Hirose | 広瀬 章人 | 1987  | 0     | 0     | 1     | 0     |       | 1     | Akira Watanabe |

#### Tournoi secondaires
- 68e Coupe NHK : Quart de Finale

### Palmarès

#### Titres majeurs
| Titre | Victoires | Nombre de victoires | Finales perdues |
| ----- | --------- | ------------------- | --------------- |
| Ōi    | 2010      | 1                   | 2011, 2015      |
| Ryūō  | 2018      | 1                   | 2019, 2022      |
| Osho  |           |                     | 2019            |
| Kio   |           |                     | 2018            |

### Classement annuel des gains en tournoi
Hirose a terminé dans le Top 10 du classement annuel des joueurs de shogi remportant le plus de gains (ja) à quatre reprises.
| Année | Montant gagné | Rang |
| ----- | ------------- | ---- |
| 2010  | 21 360 000 ¥  | 10e  |
| 2011  | 20 005 000 ¥  | 8e   |
| 2015  | 20 420 000 ¥  | 10e  |
| 2018  | 28 020 000 ¥  | 5e   |

### Parties commentées
- (en) [vidéo] « Hirose - Habu (juin 2010, Finale des éliminatoires du Ōi) », sur YouTube
- (en) [vidéo] « Hirose - Fukaura (juillet 2010, première partie de la finale du Ōi) », sur YouTube
- (en) [vidéo] « Fukaura - Hirose (juillet 2010, deuxième partie de la finale du Ōi) », sur YouTube
- (en) [vidéo] « Hirose - Fukaura (août 2010, troisième partie de la finale du Ōi) », sur YouTube
- (en) [vidéo] « Hirose - Fukaura (août 2010, quatrième partie de la finale du Ōi) », sur YouTube
- (en) [vidéo] « Hirose - Watanabe (24 octobre 2010, Coupe NHK) », sur YouTube